# Snorri Guðjónsson
Snorri Steinn Guðjónsson (Reykjavík, Island, 17. listopada 1981.) je islandski rukometni trener te bivši rukometaš i nacionalni reprezentativac. Trenutno vodi domaći Valur Reykjavík u kojem je i započeo igračku karijeru.

## Karijera
Guðjónsson je rukomet počeo trenirati u dobi od šest godina te je debitirao u Valuru. Karijeru je kasnije nastavio u njemačkoj Bundesligi nastupajući za Großwallstadt i Minden te jednu sezonu u Löwenu. Tijekom 2010. igrač potpisuje za AG København s kojim osvaja dva uzastopna naslova danskog prvaka. Međutim, u srpnju 2012. vlasnik kluba Jesper Nielsen napušta klub zbog medijskih pritisaka čime klub ostaje bez glavnog izvora financija. To se odrazilo i na Snorrijevu karijeru jer napušta klub te u listopadu prelazi u redove drugoligaša GOG Svendborga. S novim klubom je ušao u prvu ligu a nakon Svendborga, rukometaš odlazi u Francusku. Ondje je igrao za Sélestat i Nîmes.
Igrač se pred kraj karijere vraća u domovinu gdje završava aktivnu karijeru u Valuru gdje je i započeo igrati rukomet. Također, Guðjónsson ondje započinje svoju trenersku karijeru.
Kao reprezentativac Islanda, Snorri Guðjónsson je osvojio olimpijsko srebro u Pekingu 2008. te je uvršten u idealnu momčad prvenstva. Također, tu je i europska bronca osvojena u Austriji 2010.